# Karma.Bloody.Karma
Karma.Bloody.Karma är det amerikanska death metal-bandet Cattle Decapitations fjärde studioalbum, släppt 2006 av skivbolaget Metal Blade Records.

## Låtförteckning
1. "Intro" (instrumental) – 0:19
2. "Unintelligent Design" – 3:38
3. "Success Is...(Hanging by the Neck)" – 3:34
4. "One Thousand Times Decapitation" – 1:03
5. "The Carcass Derrick" – 3:44
6. "Total Gore?" – 3:11
7. "Bereavement" – 1:44
8. "Suspended in Coprolite" – 4:20
9. "Alone at the Landfill" – 7:37
10. "Karma.Bloody.Karma" – 3:05
11. "The New Dawn" – 5:13
12. "Of Human Pride and Flatulence" – 3:14

- Text: Travis Ryan
- Musik: Cattle Decapitation

## Medverkande
Musiker (Cattle Decapitation-medlemmar)
- Travis Ryan – sång
- Josh Elmore – gitarr, bakgrundssång
- Michael Laughlin – trummor
- Troy Oftedal – basgitarr, piano, bakgrundssång

Bidragande musiker
- Joey Karam – sång, keyboard
- Billy Anderson – bakgrundssång
- John Wiese – elektronik

Produktion
- Billy Anderson – producent, ljudtekniker, ljudmix
- Alan Douches – mastering
- Travis Ryan – omslagsdesign
- Wes Benscoter – omslagskonst